# Kátov
Kátov (in ungherese Kátó) è un comune della Slovacchia facente parte del distretto di Skalica, nella regione di Trnava.